# Seznam utkání Brna v play off české hokejové extraligy
Toto je seznam zápasů Brna v play off české hokejové extraligy.

## Brno
| Brno versus      | S  | Předkolo          | Čtvrtfinále                         | Semifinále                          | Finále            | V  | P  |
| ---------------- | -- | ----------------- | ----------------------------------- | ----------------------------------- | ----------------- | -- | -- |
| Třinec           | 2  |                   | 2020/2021 (0 : 4)                   |                                     | 2017/2018 (4 : 1) | 4  | 5  |
| Hradec Králové   | 2  |                   | 2018/2019 (4 : 0)                   | 2016/2017 (4 : 2)                   |                   | 8  | 2  |
| Chomutov         | 1  | 2015/2016 (1 : 3) |                                     |                                     |                   | 1  | 3  |
| Liberec          | 3  | 2021/2022 (2 : 3) |                                     | 2018/2019 (2 : 4)                   | 2016/2017 (4 : 0) | 8  | 7  |
| Litvínov         | 2  |                   | 2023/2024 (2 : 4)                   | 2014/2015 (1 : 4)                   |                   | 3  | 8  |
| Mladá Boleslav   | 1  | 2022/2023 (3 : 1) |                                     |                                     |                   | 3  | 1  |
| Olomouc          | 0  |                   |                                     |                                     |                   | 0  | 0  |
| Pardubice        | 1  |                   |                                     |                                     | 2011/2012 (2 : 4) | 2  | 4  |
| Plzeň            | 3  |                   | 2013/2014 (4 : 2)                   | 2011/2012 (4 : 1) 2017/2018 (4 : 1) |                   | 12 | 4  |
| Sparta Praha     | 3  |                   | 2011/2012 (4 : 2) 2016/2017 (4 : 0) | 2013/2014 (4 : 3)                   |                   | 12 | 5  |
| Vítkovice        | 3  | 2020/2021 (3 : 2) | 2017/2018 (4 : 0) 2022/2023 (2 : 4) |                                     |                   | 9  | 6  |
| Zlín             | 2  |                   | 2014/2015 (4 : 3)                   |                                     | 2013/2014 (1 : 4) | 5  | 7  |
| Jihlava          | 0  |                   |                                     |                                     |                   | 0  | 0  |
| České Budějovice | 0  |                   |                                     |                                     |                   | 0  | 0  |
| Karlovy Vary     | 0  |                   |                                     |                                     |                   | 0  | 0  |
| Kladno           | 1  | 2011/2012 (3 : 0) |                                     |                                     |                   | 3  | 0  |
| Slavia Praha     | 0  |                   |                                     |                                     |                   | 0  | 0  |
| Vsetín           | 0  |                   |                                     |                                     |                   | 0  | 0  |
| Znojmo           | 0  |                   |                                     |                                     |                   | 0  | 0  |
| Celkem           | 24 |                   |                                     |                                     |                   | 70 | 52 |

## Brno – Třinec
| Číslo | Sezona    | Utkání      | Domácí | Výsledek     | Hosté  | Třetiny         |
| --- | --------- | ----------- | ------ | ------------ | ------ | --------------- |
| 01. | 2017/2018 | finále      | Třinec | 5 : 1 Report | Brno   | (2:1, 1:0, 2:0) |
| Branky Brna 09:12 Marcel Haščák                                                                                       |           |             |        |              |        |                 |
| 02. | 2017/2018 | finále      | Třinec | 2 : 3 Report | Brno   | (0:1, 1:1, 1:1) |
| Branky Brna 06:09 Jan Hruška, 23:26 Jan Hruška, 40:30 Martin Zaťovič                                                  |           |             |        |              |        |                 |
| 03. | 2017/2018 | finále      | Brno   | 3 : 2 Report | Třinec | (1:0, 1:2, 1:0) |
| Branky Brna 05:29 Tomáš Bartejs, 26:14 Luboš Horký, 46:34 Tomáš Vincour                                               |           |             |        |              |        |                 |
| 04. | 2017/2018 | finále      | Brno   | 5 : 2 Report | Třinec | (2:1, 2:1, 1:0) |
| Branky Brna 03:19 Martin Erat, 13:09 Hynek Zohorna, 29:27 Alexandre Mallet, 35:36 Tomáš Vincour, 57:33 Martin Dočekal |           |             |        |              |        |                 |
| 05. | 2017/2018 | finále      | Třinec | 1 : 4 Report | Brno   | (0:3, 0:0, 1:1) |
| Branky Brna 00:25 Radim Zohorna, 08:42 Martin Nečas, 16:36 Alexandre Mallet, 55:37 Hynek Zohorna                      |           |             |        |              |        |                 |
| 06. | 2020/2021 | čtvrtfinále | Třinec | 5 : 0 Report | Brno   | (3:0, 1:0, 1:0) |
| Branky Brna nikdo |           |             |        |              |        |                 |
| 07. | 2020/2021 | čtvrtfinále | Třinec | 7 : 2 Report | Brno   | (2:1, 3:0, 2:1) |
| Branky Brna 02:42 Petr Zámorský, 46:11 Petr Holík                                                                     |           |             |        |              |        |                 |
| 08. | 2020/2021 | čtvrtfinále | Brno   | 1 : 4 Report | Třinec | (0:1, 1:1, 0:2) |
| Branky Brna 23:07 Peter Mueller                                                                                       |           |             |        |              |        |                 |
| 09. | 2020/2021 | čtvrtfinále | Brno   | 1 : 4 Report | Třinec | (1:1, 0:2, 0:1) |
| Branky Brna 12:33 Jakub Klepiš                                                                                        |           |             |        |              |        |                 |
| |           |             |        |              |        |                 |
| Brno 4x utkání vyhrál, 5x utkánní prohrál Brno 1x sérii vyhrál, 1x sérii prohrál                                      |           |             |        |              |        |                 |

## Brno – Plzeň
| Číslo | Sezona    | Utkání      | Domácí | Výsledek        | Hosté | Třetiny          |
| --- | --------- | ----------- | ------ | --------------- | ----- | ---------------- |
| 01. | 2011/2012 | semifinále  | Plzeň  | 3 : 4 Report    | Brno  | (2:0, 1:2, 0:2)  |
| Branky Brna 22:23 Jaroslav Svoboda, 33:05 Jozef Kováčik, 49:30 Tomáš Divíšek, 54:14 Jakub Svoboda                                                          |           |             |        |                 |       |                  |
| 02. | 2011/2012 | semifinále  | Plzeň  | 0 : 1 Report    | Brno  | (0:0, 0:0, 0:1)  |
| Branky Brna 45:44 Róbert Petrovický |           |             |        |                 |       |                  |
| 03. | 2011/2012 | semifinále  | Brno   | 1 : 0 Report    | Plzeň | (0:0, 1:0, 0:0)  |
| Branky Brna 37:22 Jakub Svoboda |           |             |        |                 |       |                  |
| 04. | 2011/2012 | semifinále  | Brno   | 2 : 3 Report    | Plzeň | (1:2, 1:1, 0:0)  |
| Branky Brna 06:05 Roman Erat, 25:46 Tomáš Svoboda |           |             |        |                 |       |                  |
| 05. | 2011/2012 | semifinále  | Plzeň  | 2 : 7 Report    | Brno  | (1:3, 0:1, 1:3)  |
| Branky Brna 01:05 Tomáš Divíšek, 03:09 Tomáš Svoboda, 04:04 Jozef Balej, 38:24 Jozef Kováčik, 44:16 Tomáš Svoboda, 49:10 Radek Dlouhý, 52:17 Tomáš Divíšek |           |             |        |                 |       |                  |
| |           |             |        |                 |       |                  |
| 06. | 2013/2014 | čtvrtfinále | Plzeň  | 1 : 4 Report    | Brno  | (0:2, 1:1, 0:1)  |
| Branky Brna 10:39 Jan Hruška, 14:59 Jan Hruška, 25:59 Vojtěch Němec, 45:14 Vojtěch Němec                                                                   |           |             |        |                 |       |                  |
| 07. | 2013/2014 | čtvrtfinále | Plzeň  | 4 : 1 Report    | Brno  | (2:0, 2:0, 0:1)  |
| Branky Brna 46:02 Vojtěch Němec |           |             |        |                 |       |                  |
| 08. | 2013/2014 | čtvrtfinále | Brno   | 1 : 2 Report    | Plzeň | (1:1, 0:0, 0:1)  |
| Branky Brna 15:31 Libor Pivko |           |             |        |                 |       |                  |
| 09. | 2013/2014 | čtvrtfinále | Brno   | 1 : 0 Report    | Plzeň | (0:0, 1:0, 0:0)  |
| Branky Brna 28:52 Vojtěch Němec |           |             |        |                 |       |                  |
| 10. | 2013/2014 | čtvrtfinále | Plzeň  | 2 : 3 Report    | Brno  | (0:0, 1:2, 1:1)  |
| Branky Brna 26:59 Tomáš Svoboda, 35:45 Tomáš Vondráček, 42:10 Libor Pivko                                                                                  |           |             |        |                 |       |                  |
| 11. | 2013/2014 | čtvrtfinále | Brno   | 4 : 3 PP Report | Plzeň | (1:0, 1:3, 1:0 ) |
| Branky Brna 16:45 Hynek Zohorna, 26:38 Vojtěch Němec, 43:02 Jakub Svoboda, v prodloužení 64:19 Hynek Zohorna                                               |           |             |        |                 |       |                  |
| |           |             |        |                 |       |                  |
| 12. | 2017/2018 | semifinále  | Plzeň  | 2 : 3 Report    | Brno  | (0:1, 0:1, 2:1)  |
| Branky Brna 11:43 Tomáš Vondráček, TS 28:22 Alexandre Mallet, 44:30 Hynek Zohorna                                                                          |           |             |        |                 |       |                  |
| 13. | 2017/2018 | semifinále  | Plzeň  | 1 : 4 Report    | Brno  | (0:0, 0:1, 1:3)  |
| Branky Brna 31:04 Tomáš Bartejs, 49:30 Radim Zohorna, 51:43 Martin Nečas, 59:59 Michal Gulaši                                                              |           |             |        |                 |       |                  |
| 14. | 2017/2018 | semifinále  | Brno   | 3 : 2 Report    | Plzeň | (1:0, 0:1, 2:1)  |
| Branky Brna 19:20 Hynek Zohorna, 48:51 Tomáš Vondráček, 59:02 Martin Erat                                                                                  |           |             |        |                 |       |                  |
| 15. | 2017/2018 | semifinále  | Brno   | 1 : 2 Report    | Plzeň | (0:0, 0:2, 1:0)  |
| Branky Brna 51:43 Hynek Zohorna |           |             |        |                 |       |                  |
| 16. | 2017/2018 | semifinále  | Plzeň  | 2 : 6 Report    | Brno  | (1:3, 0:2, 1:1)  |
| Branky Brna 02:44 Martin Erat, 19:08 Martin Nečas, 19:53 Martin Erat, 22:01 Leoš Čermák, 28:53 Petr Holík, 56:43 Alexandre Mallet                          |           |             |        |                 |       |                  |
| |           |             |        |                 |       |                  |
| Brno 12x utkání vyhrál, 4x utkání prohrál Brno 3x sérii vyhrál, 0x sérii prohrál                                                                           |           |             |        |                 |       |                  |

## Brno – Zlín
| Číslo | Sezona    | Utkání      | Domácí | Výsledek        | Hosté | Třetiny         |
| --- | --------- | ----------- | ------ | --------------- | ----- | --------------- |
| 01. | 2013/2014 | finále      | Zlín   | 3 : 0 Report    | Brno  | (2:0, 1:0, 0:0) |
| Branky Brna nikdo                                                                                             |           |             |        |                 |       |                 |
| 02. | 2013/2014 | finále      | Zlín   | 3 : 0 Report    | Brno  | (1:0, 1:0, 1:0) |
| Branky Brna nikdo                                                                                             |           |             |        |                 |       |                 |
| 03. | 2013/2014 | finále      | Brno   | 1 : 4 Report    | Zlín  | (1:1, 0:2, 0:1) |
| Branky Brna 00:15 Libor Pivko                                                                                 |           |             |        |                 |       |                 |
| 04. | 2013/2014 | finále      | Brno   | 3 : 1 Report    | Zlín  | (2:0, 0:1, 1:0) |
| Branky Brna 06:42 Jakub Svoboda, 16:13 Tomáš Vondráček, 41:42 Jakub Koreis                                    |           |             |        |                 |       |                 |
| 05. | 2013/2014 | finále      | Zlín   | 5 : 3 Report    | Brno  | (3:1, 1:1, 1:1) |
| Branky Brna 09:40 Tomáš Žižka, 29:08 Petr Kuboš, 49:05 Vojtěch Němec                                          |           |             |        |                 |       |                 |
| |           |             |        |                 |       |                 |
| 06. | 2014/2015 | čtvrtfinále | Brno   | 2 : 3 PP Report | Zlín  | (1:0, 0:2, 1:0) |
| Branky Brna 13:03 Leoš Čermák, 59:49 Vojtěch Němec                                                            |           |             |        |                 |       |                 |
| 07. | 2014/2015 | čtvrtfinále | Brno   | 4 : 2 Report    | Zlín  | (0:0, 1:0, 3:2) |
| Branky Brna 30:06 Petr Kuboš, 46:58 Petr Ton, 54:20 Vojtěch Němec, 54:32 Tomáš Vondráček                      |           |             |        |                 |       |                 |
| 08. | 2014/2015 | čtvrtfinále | Zlín   | 1 : 2 Report    | Brno  | (1:0, 0:2, 0:0) |
| Branky Brna 22:42 František Ptáček, 26:38 Antonín Honejsek                                                    |           |             |        |                 |       |                 |
| 09. | 2014/2015 | čtvrtfinále | Zlín   | 5 : 3 Report    | Brno  | (1:0, 3:2, 1:1) |
| Branky Brna 36:18 Petr Mrázek, 39:56 Vojtěch Němec, 54:03 Jan Káňa                                            |           |             |        |                 |       |                 |
| 10. | 2014/2015 | čtvrtfinále | Brno   | 2 : 1 Report    | Zlín  | (1:0, 0:0, 1:1) |
| Branky Brna 17:46 Tomáš Dujsík, 41:32 Vilém Burián                                                            |           |             |        |                 |       |                 |
| 11. | 2014/2015 | čtvrtfinále | Zlín   | 5 : 0 Report    | Brno  | (4:0, 1:0, 0:0) |
| Branky Brna nikdo                                                                                             |           |             |        |                 |       |                 |
| 12. | 2014/2015 | semifinále  | Brno   | 5 : 0 Report    | Zlín  | (1:0, 3:0, 1:0) |
| Branky Brna 03:20 Jan Káňa, 21:56 Jakub Koreis, 30:48 Tomáš Malec, 38:05 Tomáš Vondráček, 53:21 Hynek Zohorna |           |             |        |                 |       |                 |
| |           |             |        |                 |       |                 |
| Brno 5x utkání vyhrál, 7x utkání prohrál Brno 1x sérii vyhrál, 1x sérii prohrál                               |           |             |        |                 |       |                 |

## Brno – Sparta Praha
| Číslo | Sezona    | Utkání      | Domácí       | Výsledek        | Hosté        | Třetiny         |
| --- | --------- | ----------- | ------------ | --------------- | ------------ | --------------- |
| 01. | 2011/2012 | čtvrtfinále | Sparta Praha | 3 : 4 Report    | Brno         | (0:1, 2:2, 1:1) |
| Branky Brna 02:33 Leoš Čermák, 36:31 Tomáš Divíšek, 38:33 Roman Erat, 58:53 Jakub Svoboda                        |           |             |              |                 |              |                 |
| 02. | 2011/2012 | čtvrtfinále | Sparta Praha | 3 : 2 SN Report | Brno         | (1:1, 1:1, 0:0) |
| Branky Brna 02:48 Jozef Kováčik, 30:12 Tomáš Svoboda                                                             |           |             |              |                 |              |                 |
| 03. | 2011/2012 | čtvrtfinále | Brno         | 2 : 5 Report    | Sparta Praha | (1:0, 0:3, 1:2) |
| Branky Brna 12:10 Tomáš Svoboda, 47:30 Roman Erat                                                                |           |             |              |                 |              |                 |
| 04. | 2011/2012 | čtvrtfinále | Brno         | 3 : 1 Report    | Sparta Praha | (1:0, 1:0, 1:1) |
| Branky Brna 02:34 Hynek Zohorna, 25:06 Radek Dlouhý, 59:42 Milan Hruška                                          |           |             |              |                 |              |                 |
| 05. | 2011/2012 | čtvrtfinále | Sparta Praha | 1 : 3 Report    | Brno         | (1:0, 0:2, 0:1) |
| Branky Brna 22:00 Róbert Petrovický, 39:09 Radek Dlouhý, 58:13 Leoš Čermák                                       |           |             |              |                 |              |                 |
| 06. | 2011/2012 | čtvrtfinále | Brno         | 4 : 1 Report    | Sparta Praha | (2:0, 1:1, 1:0) |
| Branky Brna 15:25 Jaroslav Svoboda, 16:37 Jakub Svoboda, 38:08 Tomáš Divíšek, 43:40 Róbert Petrovický            |           |             |              |                 |              |                 |
| |           |             |              |                 |              |                 |
| 07. | 2013/2014 | semifinále  | Sparta Praha | 2 : 5 Report    | Brno         | (0:1, 1:2, 1:2) |
| Branky Brna 13:37 Hynek Zohorna, 26:47 Tomáš Svoboda, 34:01 Jozef Kováčik, 51:18 Hynek Zohorna, 56:27 Jan Hruška |           |             |              |                 |              |                 |
| 08. | 2013/2014 | semifinále  | Sparta Praha | 3 : 0 Report    | Brno         | (3:0, 0:0, 0:0) |
| Branky Brna nikdo                                                                                                |           |             |              |                 |              |                 |
| 09. | 2013/2014 | semifinále  | Brno         | 3 : 2 PP Report | Sparta Praha | (0:1, 2:1, 0:0) |
| Branky Brna 25:06 Vojtěch Němec, 26:32 Jakub Svoboda, v prodloužení 74:58 Jan Káňa                               |           |             |              |                 |              |                 |
| 10. | 2013/2014 | semifinále  | Brno         | 3 : 5 Report    | Sparta Praha | (1:2, 1:1, 1:2) |
| Branky Brna 09:44 Jakub Koreis, 20:50 Michal Kempný, 56:25 Hynek Zohorna                                         |           |             |              |                 |              |                 |
| 11. | 2013/2014 | semifinále  | Sparta Praha | 1 : 2 SN Report | Brno         | (1:1, 0:0, 0:0) |
| Branky Brna 17:52 Libor Pivko, rozhodující SN Jozef Kováčik                                                      |           |             |              |                 |              |                 |
| 12. | 2013/2014 | semifinále  | Brno         | 2 : 5 Report    | Sparta Praha | (0:4, 0:1, 2:0) |
| Branky Brna 40:31 Michal Kempný, 48:41 Tomáš Svoboda                                                             |           |             |              |                 |              |                 |
| 13. | 2013/2014 | semifinále  | Sparta Praha | 4 : 5 Report    | Brno         | (3:2, 0:3, 1:0) |
| Branky Brna 06:37 Leoš Čermák, 15:03 Tomáš Žižka, 22:43 Vojtěch Němec, 25:43 Libor Pivko, 29:28 Jan Hruška       |           |             |              |                 |              |                 |
| |           |             |              |                 |              |                 |
| 14. | 2016/2017 | čtvrtfinále | Sparta Praha | 2 : 3 Report    | Brno         | (2:0, 0:1, 0:2) |
| Branky Brna 22:05 Vojtěch Němec, 55:41 Martin Nečas, 56:52 Alexandre Mallet                                      |           |             |              |                 |              |                 |
| 15. | 2016/2017 | čtvrtfinále | Sparta Praha | 2 : 3 PP Report | Brno         | (2:1, 0:0, 0:1) |
| Branky Brna 14:32 Martin Nečas, 44:43 Alexandre Mallet v prodloužení 63:06 Jozef Kováčik                         |           |             |              |                 |              |                 |
| 16. | 2016/2017 | čtvrtfinále | Brno         | 4 : 3 PP Report | Sparta Praha | (1:3, 2:0, 0:0) |
| Branky Brna 06:38 Marcel Haščák, 23:07 Jakub Krejčík, 34:16 Jan Hruška, v prodloužení 60:44 Marcel Haščák        |           |             |              |                 |              |                 |
| 17. | 2016/2017 | čtvrtfinále | Brno         | 4 : 1 Report    | Sparta Praha | (3:1, 1:0, 0:0) |
| Branky Brna 01:04 Marcel Haščák, 16:11 Vojtěch Němec, 18:02 Vojtěch Němec, 26:35 Vojtěch Němec hetrick           |           |             |              |                 |              |                 |
| |           |             |              |                 |              |                 |
| Brno 12x utkání vyhrál, 5x utkání prohrál Brno 3x sérii vyhrál, 0x sérii prohrál                                 |           |             |              |                 |              |                 |

## Brno – Kladno
| Číslo | Sezona    | Utkání   | Domácí | Výsledek        | Hosté  | Třetiny         |
| --- | --------- | -------- | ------ | --------------- | ------ | --------------- |
| 01. | 2011/2012 | předkolo | Brno   | 5 : 2 Report    | Kladno | (3:0, 0:1, 2:1) |
| Branky Brna 02:55 Tomáš Malec, 16:07 Jan Svrček, 17:35 Roman Erat, 46:38 Jozef Kováčik, 47:42 Miroslav Holec     |           |          |        |                 |        |                 |
| 02. | 2011/2012 | předkolo | Brno   | 5 : 3 Report    | Kladno | (2:1, 1:1, 2:1) |
| Branky Brna 06:11 Leoš Čermák, 18:04 Tomáš Svoboda, 33:52 Róbert Petrovický, 41:22 Roman Erat, 59:50 Leoš Čermák |           |          |        |                 |        |                 |
| 03. | 2011/2012 | předkolo | Kladno | 3 : 4 SN Report | Brno   | (0:0, 3:1, 0:2) |
| Branky Brna 30:51 Jakub Svoboda, 51:06 Radek Dlouhý, 57:23 Roman Erat, rozhodující SN Vojtěch Němec              |           |          |        |                 |        |                 |
| |           |          |        |                 |        |                 |
| Brno 3x utkání vyhrál, 0x utkání prohrál Brno 1x sérii vyhrál, 0x sérii prohrál                                  |           |          |        |                 |        |                 |

## Brno – Pardubice
| Číslo | Sezona    | Utkání | Domácí    | Výsledek        | Hosté     | Třetiny         |
| --- | --------- | ------ | --------- | --------------- | --------- | --------------- |
| 01. | 2011/2012 | finále | Pardubice | 5 : 4 SN Report | Brno      | (1:0, 0:1, 3:3) |
| Branky Brna 26:55 Leoš Čermák, 43:30 Radek Dlouhý, 46:56 Roman Erat, 56:01 Tomáš Žižka                                                   |           |        |           |                 |           |                 |
| 02. | 2011/2012 | finále | Pardubice | 5 : 6 Report    | Brno      | (0:2, 1:1, 4:3) |
| Branky Brna 01:46 Roman Erat, 12:49 Jaroslav Svoboda, 30:53 Radim Bičánek, 43:29 Tomáš Svoboda, 44:29 Tomáš Divíšek, 51:33 Tomáš Svoboda |           |        |           |                 |           |                 |
| 03. | 2011/2012 | finále | Brno      | 2 : 1 Report    | Pardubice | (0:0, 0:1, 2:0) |
| Branky Brna 46:10 Jakub Svoboda, 49:27 Hynek Zohorna                                                                                     |           |        |           |                 |           |                 |
| 04. | 2011/2012 | finále | Brno      | 1 : 2 SN Report | Pardubice | (0:0, 0:0, 1:1) |
| Branky Brna 45:20 Jozef Balej |           |        |           |                 |           |                 |
| 05. | 2011/2012 | finále | Pardubice | 6 : 4 Report    | Brno      | (3:0, 1:3, 2:1) |
| Branky Brna 22:38 Jakub Svoboda, 35:03 Jozef Balej, 35:58 Jiří Vašíček, 58:19 Radek Dlouhý                                               |           |        |           |                 |           |                 |
| 06. | 2011/2012 | finále | Brno      | 1 : 5 Report    | Pardubice | (1:1, 0:3, 0:1) |
| Branky Brna 19:14 Jiří Vašíček |           |        |           |                 |           |                 |
| |           |        |           |                 |           |                 |
| Brno 2x utkání vyhrál, 4x utkání prohrál Brno 0x sérii vyhrál, 1x sérii prohrál                                                          |           |        |           |                 |           |                 |

## Brno – Litvínov
| Číslo                                                                                  | Sezona    | Utkání     | Domácí   | Výsledek        | Hosté    | Třetiny         |
| -------------------------------------------------------------------------------------- | --------- | ---------- | -------- | --------------- | -------- | --------------- |
| 01.                                                                                    | 2014/2015 | semifinále | Litvínov | 3 : 2 Report    | Brno     | (2:0, 0:1, 1:1) |
| Branky Brna 25:35 Jan Káňa, 56:31 Jozef Kováčik                                        |           |            |          |                 |          |                 |
| 02.                                                                                    | 2014/2015 | semifinále | Litvínov | 2 : 1 Report    | Brno     | (0:0, 0:1, 2:0) |
| Branky Brna 21:52 Leoš Čermák                                                          |           |            |          |                 |          |                 |
| 03.                                                                                    | 2014/2015 | semifinále | Brno     | 0 : 3 Report    | Litvínov | (0:1, 0:1, 0:1) |
| Branky Brna nikdo                                                                      |           |            |          |                 |          |                 |
| 04.                                                                                    | 2014/2015 | semifinále | Brno     | 4 : 1 Report    | Litvínov | (1:0, 2:1, 1:0) |
| Branky Brna 09:06 Hynek Zohorna, 26:18 Tomáš Malec, 39:36 Vilém Burián, 58:50 Jan Káňa |           |            |          |                 |          |                 |
| 05.                                                                                    | 2014/2015 | semifinále | Litvínov | 3 : 2 PP Report | Brno     | (0:1, 2:1, 0:0) |
| Branky Brna 03:25 Antonín Honejsek, 27:19 Michal Kempný                                |           |            |          |                 |          |                 |
|                                                                                        |           |            |          |                 |          |                 |
| Brno 1x utkání vyhrál, 4x utkání prohrál Brno 0x sérii vyhrál, 1x sérii prohrál        |           |            |          |                 |          |                 |

## Brno – Chomutov
| Číslo                                                                           | Sezona    | Utkání   | Domácí   | Výsledek        | Hosté    | Třetiny         |
| ------------------------------------------------------------------------------- | --------- | -------- | -------- | --------------- | -------- | --------------- |
| 01.                                                                             | 2015/2016 | předkolo | Chomutov | 2 : 1 PP Report | Brno     | (0:1, 0:0, 1:0) |
| Branky Brna 09:54 Petr Mrázek                                                   |           |          |          |                 |          |                 |
| 02.                                                                             | 2015/2016 | předkolo | Chomutov | 2 : 0 Report    | Brno     | (1:0, 1:0, 0:0) |
| Branky Brna nikdo                                                               |           |          |          |                 |          |                 |
| 03.                                                                             | 2015/2016 | předkolo | Brno     | 3 : 2 Report    | Chomutov | (0:0, 1:1, 2:1) |
| Branky Brna 27:08 Leoš Čermák, 43:26 Hynek Zohorna, 44:19 Rastislav Špirko      |           |          |          |                 |          |                 |
| 04.                                                                             | 2015/2016 | předkolo | Brno     | 3 : 4 Report    | Chomutov | (2:2, 0:1, 1:1) |
| Branky Brna 07:32 Leoš Čermák, 18:59 Vlastimil Dostálek, 42:42 Martin Dočekal   |           |          |          |                 |          |                 |
|                                                                                 |           |          |          |                 |          |                 |
| Brno 1x utkání vyhrál, 3x utkání prohrál Brno 0x sérii vyhrál, 1x sérii prohrál |           |          |          |                 |          |                 |

## Brno – Hradec Králové
| Číslo | Sezona    | Utkání      | Domácí        | Výsledek        | Hosté         | Třetiny         |
| --- | --------- | ----------- | ------------- | --------------- | ------------- | --------------- |
| 01. | 2016/2017 | semifinále  | Mountfield HK | 0 : 2 Report    | Brno          | (0:0, 0:0, 0:2) |
| Branky Brna 17:15 Vojtěch Němec, 42:52 Martin Nečas |           |             |               |                 |               |                 |
| 02. | 2016/2017 | semifinále  | Mountfield HK | 3 : 0 Report    | Brno          | (0:0, 2:0, 1:0) |
| Branky Brna nikdo |           |             |               |                 |               |                 |
| 03. | 2016/2017 | semifinále  | Brno          | 8 : 0 Report    | Mountfield HK | (1:0, 3:0, 4:0) |
| Branky Brna hetrick 07:26, 28:19, 51:13 Ondřej Němec, 21:50 Martin Erat, 36:06 Hynek Zohorna, 42:01 Martin Nečas, 45:17 Martin Zaťovič, 47:39 Michal Gulaši |           |             |               |                 |               |                 |
| 04. | 2016/2017 | semifinále  | Brno          | 0 : 1 SN Report | Mountfield HK | (0:0, 0:0, 0:0) |
| Branky Brna nikdo |           |             |               |                 |               |                 |
| 05. | 2016/2017 | semifinále  | Mountfield HK | 1 : 3 Report    | Brno          | (1:1, 0:1, 0:1) |
| Branky Brna 10:16 Jakub Krejčík, 35:11 Jakub Krejčík, 59:47 Tomáš Vondráček                                                                                 |           |             |               |                 |               |                 |
| 06. | 2016/2017 | semifinále  | Brno          | 2 : 1 PP Report | Mountfield HK | (0:1, 0:0, 1:0) |
| Branky Brna 43:21 Vojtěch Němec, v prodloužení 77:19 Hynek Zohorna                                                                                          |           |             |               |                 |               |                 |
| |           |             |               |                 |               |                 |
| 07. | 2018/2019 | čtvrtfinále | Mountfield HK | 1 : 3 Report    | Brno          | (0:2, 1:0, 0:1) |
| Branky Brna 12:19 Jakub Orsava, 18:37 Jakub Orsava, 45:24 Jakub Orsava hetrick                                                                              |           |             |               |                 |               |                 |
| 08. | 2018/2019 | čtvrtfinále | Mountfield HK | 0 : 5 Report    | Brno          | (0:2, 0:1, 0:2) |
| Branky Brna 05:02 Jakub Orsava, 15:55 Jan Hruška, 33:24 Peter Mueller, 49:47 Peter Mueller, 58:23 Tomáš Vondráček                                           |           |             |               |                 |               |                 |
| 09. | 2018/2019 | čtvrtfinále | Brno          | 2 : 1 Report    | Mountfield HK | (0:0, 1:1, 1:0) |
| Branky Brna 20:36 Peter Mueller, 53:59 Peter Mueller |           |             |               |                 |               |                 |
| 10. | 2018/2019 | čtvrtfinále | Brno          | 3 : 2 Report    | Mountfield HK | (2:2, 0:0, 1:0) |
| Branky Brna 00:29 Martin Zaťovič, 17:04 Martin Zaťovič , 54:44 Martin Zaťovič                                                                               |           |             |               |                 |               |                 |
| |           |             |               |                 |               |                 |
| Brno 8x utkání vyhrál, 2x utkání prohrál Brno 2x sérii vyhrál, 0x sérii prohrál                                                                             |           |             |               |                 |               |                 |

## Brno – Liberec
| Číslo | Sezona    | Utkání     | Domácí  | Výsledek        | Hosté   | Třetiny               |
| --- | --------- | ---------- | ------- | --------------- | ------- | --------------------- |
| 01. | 2016/2017 | finále     | Liberec | 3 : 4 Report    | Brno    | (2:3, 1:1, 0:0)       |
| Branky Brna 10:38 Martin Dočekal, 11:17 Martin Zaťovič, 19:58 Tomáš Malec, 29:37 Alexandre Mallet                   |           |            |         |                 |         |                       |
| 02. | 2016/2017 | finále     | Liberec | 3 : 4 PP Report | Brno    | (1:1, 1:1, 1:1)       |
| Branky Brna 13:08 Martin Erat, 26:30 Martin Erat, 47:26 Radim Zohorna, v prodloužení 64:17 Marek Kvapil             |           |            |         |                 |         |                       |
| 03. | 2016/2017 | finále     | Brno    | 3 : 0 Report    | Liberec | (2:0, 0:0, 1:0)       |
| Branky Brna 12:19 Jozef Kováčik, 12:51 Marek Kvapil, 58:17 Martin Zaťovič                                           |           |            |         |                 |         |                       |
| 04. | 2016/2017 | finále     | Brno    | 5 : 2 Report    | Liberec | (0:0, 4:2, 1:0)       |
| Branky Brna 22:22 Marek Kvapil, 27:00 Alexandre Mallet, 28:17 Marcel Haščák, 33:13 Martin Erat, 58:40 Jakub Krejčík |           |            |         |                 |         |                       |
| |           |            |         |                 |         |                       |
| 05. | 2018/2019 | semifinále | Liberec | 4 : 3 PP Report | Brno    | (1:1, 2:2, 0:0 - 1:0) |
| Branky Brna 19:43 Petr Holík, 21:33 Jan Štencel, 36:39 Martin Zaťovič                                               |           |            |         |                 |         |                       |
| 06. | 2018/2019 | semifinále | Liberec | 2 : 3 PP Report | Brno    | (0:0, 2:1, 0:1 - 0:1) |
| Branky Brna 34:50 Martin Dočekal, 50:55 Jakub Orsava, 69:36 Peter Mueller                                           |           |            |         |                 |         |                       |
| 07. | 2018/2019 | semifinále | Brno    | 1 : 2 Report    | Liberec | (1:1, 0:0, 0:1)       |
| Branky Brna 11:24 Ondřej Němec                                                                                      |           |            |         |                 |         |                       |
| 08. | 2018/2019 | semifinále | Brno    | 3 : 2 PP Report | Liberec | (0:1, 1:1, 1:0 - 1:0) |
| Branky Brna 24:36 Martin Zaťovič, 48:56 Tomáš Bartejs, 61:22 Karel Plášek                                           |           |            |         |                 |         |                       |
| 09. | 2018/2019 | semifinále | Liberec | 5 : 2 Report    | Brno    | (1:1, 2:0, 2:1)       |
| Branky Brna 19:11 Peter Mueller, 46:08 Martin Zaťovič                                                               |           |            |         |                 |         |                       |
| 10. | 2018/2019 | semifinále | Brno    | 1 : 3 Report    | Liberec | (1:1, 0:1, 0:1)       |
| Branky Brna 19:53 Martin Zaťovič                                                                                    |           |            |         |                 |         |                       |
| 11. | 2021/2022 | předkolo   | Liberec | 4 : 3 Report    | Brno    | (2:0, 2:3, 0:0)       |
| Branky Brna 23:24 Peter Mueller, 25:11 Luboš Horký, 28:12 Petr Holík                                                |           |            |         |                 |         |                       |
| 12. | 2021/2022 | předkolo   | Liberec | 3 : 2 PP Report | Brno    | (1:0, 0:1, 1:1 - 1:0) |
| Branky Brna 28:45 Peter Mueller, 45:00 Peter Mueller                                                                |           |            |         |                 |         |                       |
| 13. | 2021/2022 | předkolo   | Brno    | 4 : 2 Report    | Liberec | (2:0, 1:1, 1:1)       |
| Branky Brna 12:58 Andrej Kollár, 16:30 Tomáš Vincour, 22:09 Michal Krištof, 40:59 Michal Krištof                    |           |            |         |                 |         |                       |
| 14. | 2021/2022 | předkolo   | Brno    | 3 : 2 Report    | Liberec | (0:1, 0:0, 3:1)       |
| Branky Brna 52:10 Michal Krištof, 52:57 Marek Ďaloga, 56:32 Petr Holík                                              |           |            |         |                 |         |                       |
| 15. | 2021/2022 | předkolo   | Liberec | 6 : 1 Report    | Brno    | (1:0, 3:0, 2:1)       |
| Branky Brna 40:53 Martin Zaťovič                                                                                    |           |            |         |                 |         |                       |
| |           |            |         |                 |         |                       |
| Brno 8x utkání vyhrál, 7x utkání prohrál Brno 1x sérii vyhrál, 2x sérii prohrál                                     |           |            |         |                 |         |                       |

## Brno – Vítkovice
| Číslo                                                                                   | Sezona    | Utkání      | Domácí    | Výsledek        | Hosté     | Třetiny               |
| --------------------------------------------------------------------------------------- | --------- | ----------- | --------- | --------------- | --------- | --------------------- |
| 01.                                                                                     | 2017/2018 | čtvrtfinále | Vítkovice | 2 : 3 PP Report | Brno      | (1:1, 1:1, 0:0)       |
| Branky Brna 10:17 Hynek Zohorna, 33:36 Hynek Zohorna, v prodloužení 70:45 Marcel Haščák |           |             |           |                 |           |                       |
| 02.                                                                                     | 2017/2018 | čtvrtfinále | Vítkovice | 2 : 3 Report    | Brno      | (1:0, 0:2, 1:1)       |
| Branky Brna 34:37 Marcel Haščák, 35:25 Radim Zohorna, 43:29 Martin Nečas                |           |             |           |                 |           |                       |
| 03.                                                                                     | 2017/2018 | čtvrtfinále | Brno      | 4 : 0 Report    | Vítkovice | (3:0, 1:0, 0:0)       |
| Branky Brna 06:16 Petr Holík, 08:35 Tomáš Vincour, 18:24 Jan Hruška, 21:21 Martin Erat  |           |             |           |                 |           |                       |
| 04.                                                                                     | 2017/2018 | čtvrtfinále | Brno      | 3 : 1 Report    | Vítkovice | (0:1, 1:0, 2:0)       |
| Branky Brna 34:23 Tomáš Vincour, 45:29 Jan Štencel, 57:43 Hynek Zohorna                 |           |             |           |                 |           |                       |
|                                                                                         |           |             |           |                 |           |                       |
| 05.                                                                                     | 2020/2021 | předkolo    | Vítkovice | 2 : 1 PP Report | Brno      | (0:0, 1:0, 0:1 - 1:0) |
| Branky Brna 54:31 Peter Schneider                                                       |           |             |           |                 |           |                       |
| 06.                                                                                     | 2020/2021 | předkolo    | Vítkovice | 2 : 1 Report    | Brno      | (1:0, 1:0, 0:1)       |
| Branky Brna 43:44 Filip Král                                                            |           |             |           |                 |           |                       |
| 07.                                                                                     | 2020/2021 | předkolo    | Brno      | 2 : 1 PP Report | Vítkovice | (0:0, 0:0, 1:1 - 1:0) |
| Branky Brna 47:48 Peter Mueller, 72:59 Martin Zaťovič                                   |           |             |           |                 |           |                       |
| 08.                                                                                     | 2020/2021 | předkolo    | Brno      | 2 : 1 PP Report | Vítkovice | (0:1, 0:0, 1:0 - 1:0) |
| Branky Brna 51:11 Jakub Klepiš, 66:12 Rhett Holland                                     |           |             |           |                 |           |                       |
| 09.                                                                                     | 2020/2021 | předkolo    | Vítkovice | 1 : 3 Report    | Brno      | (1:1, 0:1, 0:1)       |
| Branky Brna 00:47Jakub Valský, 37:36 Peter Mueller, 58:29 Martin Zaťovič                |           |             |           |                 |           |                       |
| 10.                                                                                     | 2022/2023 | čtvrtfinále | Vítkovice | 3 : 2 Report    | Brno      | (2:0, 0:1, 1:1)       |
| Branky Brna 29:49 Zdeněk Okál, 46:32 Marek Hrbas                                        |           |             |           |                 |           |                       |
| 11.                                                                                     | 2022/2023 | čtvrtfinále | Vítkovice | 0 : 3 Report    | Brno      | (0:0, 0:1, 0:2)       |
| Branky Brna 37:54 Luboš Horký, 58:12 Jakub Flek, 58:37 Kim Strömberg                    |           |             |           |                 |           |                       |
| 12.                                                                                     | 2022/2023 | čtvrtfinále | Brno      | 1 : 4 Report    | Vítkovice | (1:2, 0:0, 0:2)       |
| Branky Brna 00:20 Zdeněk Okál                                                           |           |             |           |                 |           |                       |
| 13.                                                                                     | 2022/2023 | čtvrtfinále | Brno      | 2 : 1 Report    | Vítkovice | (1:0, 1:1, 0:0)       |
| Branky Brna 17:53 Martin Zaťovič, 25:33 Luboš Horký                                     |           |             |           |                 |           |                       |
| 14.                                                                                     | 2022/2023 | čtvrtfinále | Vítkovice | 1 : 0 Report    | Brno      | (0:0, 0:0, 1:0)       |
| Branky Brna nikdo                                                                       |           |             |           |                 |           |                       |
| 15.                                                                                     | 2022/2023 | čtvrtfinále | Brno      | 3 : 4 PP Report | Vítkovice | (0:1, 2:1, 1:1 — 0:1) |
| Branky Brna 21:50 Jakub Flek, 23:20 Zdeněk Okál, 43:30 Tomáš Kundrátek                  |           |             |           |                 |           |                       |
|                                                                                         |           |             |           |                 |           |                       |
| Brno 7x utkání vyhrál, 2x utkání prohrál Brno 2x sérii vyhrál, 1x sérii prohrál         |           |             |           |                 |           |                       |

## Brno – Mladá Boleslav
| Číslo | Sezona    | Utkání   | Domácí         | Výsledek     | Hosté          | Třetiny         |
| --- | --------- | -------- | -------------- | ------------ | -------------- | --------------- |
| 01. | 2022/2023 | předkolo | Brno           | 4 : 2 Report | Mladá Boleslav | (0:0, 3:1, 1:1) |
| Branky Brna 31:24 Petr Holík, 37:34 Kristián Pospíšil, 39:07 Tomáš Kundrátek , 44:25 Jakub Flek               |           |          |                |              |                |                 |
| 02. | 2022/2023 | předkolo | Brno           | 2 : 1 Report | Mladá Boleslav | (2:0, 0:1, 0:0) |
| Branky Brna 02:24 Tomáš Kundrátek, 03:37 Adam Zbořil                                                          |           |          |                |              |                |                 |
| 03. | 2022/2023 | předkolo | Mladá Boleslav | 2 : 1 Report | Brno           | (1:0, 1:1, 0:0) |
| Branky Brna 27:24 Kim Strömberg                                                                               |           |          |                |              |                |                 |
| 04. | 2022/2023 | předkolo | Mladá Boleslav | 1 : 5 Report | Brno           | (0:2, 0:2, 1:1) |
| Branky Brna 01:54 Kim Strömberg, 07:13 Petr Holík, 30:08 Jakub Flek, 39:32 Jiří Ondráček , 49:51 Marek Ďaloga |           |          |                |              |                |                 |
| |           |          |                |              |                |                 |
| Brno 3x utkání vyhrál, 1x utkání prohrál Brno 1x sérii vyhrál, 0x sérii prohrál                               |           |          |                |              |                |                 |